# ウッドワン美術館
ウッドワン美術館（WOOD ONE MUSEUM OF ART）は、広島県廿日市市吉和にある広島県の登録博物館。
公益財団法人ウッドワン美術館が運営している。同地を発祥とする住宅建材メーカーのウッドワンが所蔵する美術品の寄託を受け作品展示をしている。

## コレクション
コレクションは、近代日本絵画、マイセン磁器、アール・ヌーヴォーのガラス作品、清代の陶磁器、幕末明治期の薩摩焼の5つの分野を中心とする。
近代日本絵画605点（日本画310点・洋画295点）、マイセン磁器約150点、ガラス作品100点、清代陶磁器約80点、薩摩焼約70点、その他を所蔵する。その他、ルノワール、ゴッホを所蔵する。近年、オークションで名画を高額落札し話題を呼んだ。 

## 沿革
株式会社住建産業（現株式会社ウッドワン）が財団を設立し、1996年9月に開館した。吉和はウッドワンの元社長で初代館長でもあった中本利夫の出身地でもある。

## 主な収蔵作品

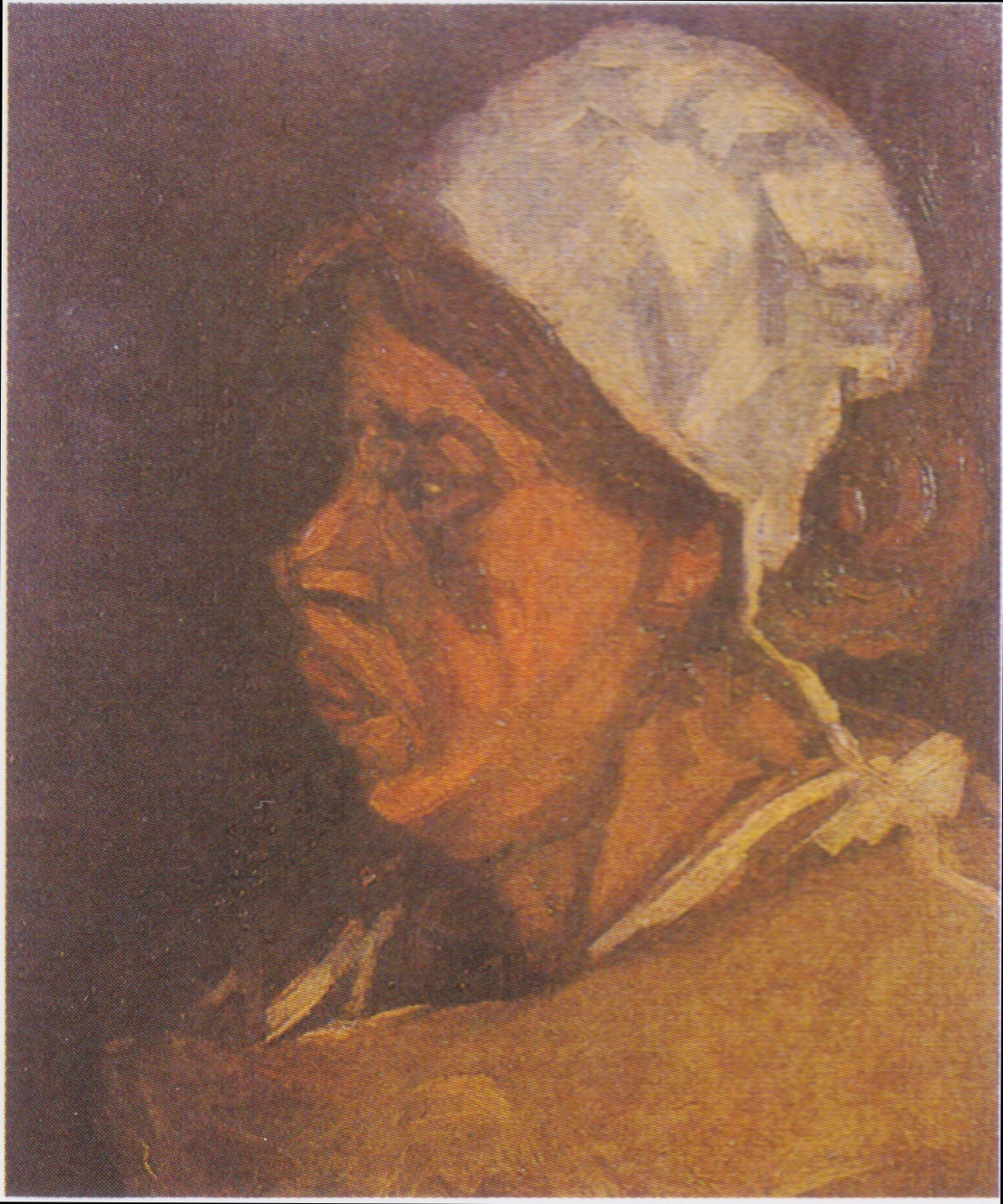
ゴッホ 農婦

- 岸田劉生 「毛糸肩掛せる麗子肖像」（1920年）
- フィンセント・ファン・ゴッホ 「農婦」(1884-85年)

オランダ・ニューネン在住時に描かれた作品で習作の一つとされる。1950年代に2度の修復が行われ頭部のゴツゴツした筆致が損なわれた部分がある。当作品は、1979年のロンドンでのオークション以来行方不明となっていた。しかし、2003年2月日本で開催されたオークションに洋画家中川一政のコレクションが出品され、その内の1点だった当作品がゴッホ美術館の鑑定により真筆と鑑定された。オークションにかかる前までゴッホ作とは判明していなかったため、落札予想価格が1万円としていたものが、6600万円で落札され話題となった。ただ、中川はゴッホの真筆と信じて愛蔵していたという。
- ルノワール 「花かごを持つ女」と「婦人習作」（一対の作品）（1895年）
- 伝周文 紙本墨画淡彩四季山水図（六曲屏風一双）（重要文化財、毛利家伝来）

| 伝周文 四季山水図（重要文化財） |  | 伝周文 四季山水図（重要文化財） |
| 伝周文 四季山水図（重要文化財） |  |                                 |

## メディア

### ニュース
・ありのままの表現を楽しんで…やまなみ工房の宇宙-広島ホームテレビ

### 新聞
・障害者アート、輝く個性　廿日市市吉和で作品展-中国新聞